# James Kottak
James Kottak (26 tháng 12 năm 1962 – 9 tháng 1 năm 2024) là một tay trống người Mỹ trong ban nhạc hard rock Scorpions. Anh tham gia ban nhạc này từ năm 1996.
Trước khi gia nhập Scorpions, Kottak là tay trống trong các ban nhạc Kingdom Come, Warrant, Wild Horses, Montrose, McAuley Schenker Group, và Buster Brown. Anh cũng dạy đánh trống tại Jeffersonville, Indiana.